# Hundertster Affe

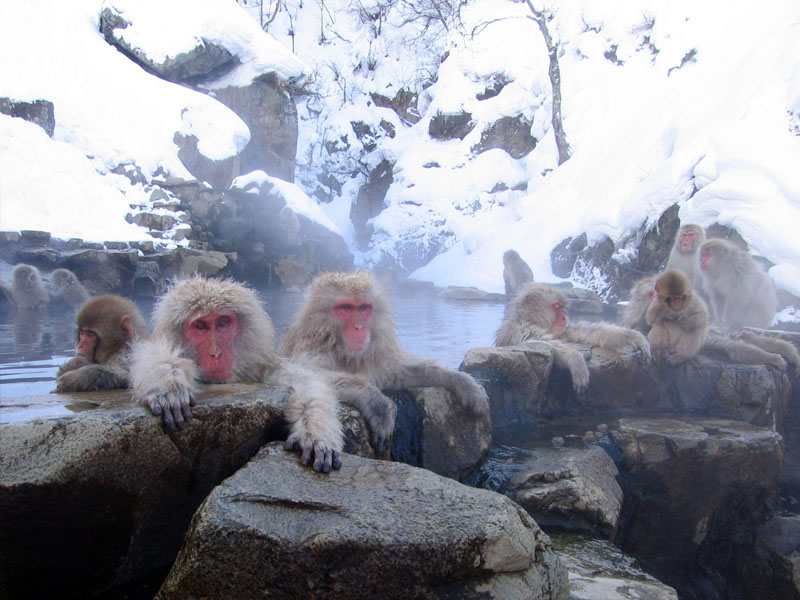
Japanmakaken

Das Prinzip des „hundertsten Affen“ („The Hundredth Monkey Phenomenon“ oder „The Hundredth Monkey Effect“) ist ein moderner Mythos, der ab 1979 als Beispiel für kollektives Bewusstsein verbreitet wird, aber auf falsch wiedergegebenen wissenschaftlichen Quellen zum Kollektiv- und Lernverhalten beruht.

## Mythos
Im Jahre 1958 beobachteten Wissenschaftler auf der japanischen Insel Kōjima eine Gruppe Affen. Schließlich begannen die Forscher, den Tieren als Nahrung Süßkartoffeln zu geben. Nach und nach verbreitete sich unter den Tieren das Verhalten, die Kartoffeln vor dem Verzehr zu waschen.
Was dann angeblich geschah, beschreibt 1979 der Botaniker Lyall Watson so: „Mit dem Hinzukommen dieses hundertsten Affen überschritt die Zahl jedoch offenbar eine Art Schwelle, eine bestimmte kritische Masse, denn schon am Abend desselben Tages tat es fast der gesamte Rest der Herde. Und nicht nur das: Das Verhaltensmuster scheint sogar natürliche Barrieren übersprungen zu haben und – ähnlich wie Glyzerinkristalle in hermetisch verschlossenen Reagenzgläsern – auch in Kolonien auf anderen Inseln sowie bei einem Trupp (…) auf dem Festland spontan aufgetreten zu sein.“
Der Autor Ken Keyes griff die Geschichte 1982 auf und erklärte, wie das angeblich geschehen könnte: „Wenn eine kritische Anzahl ein bestimmtes Bewusstsein erreicht, kann dieses neue Bewusstsein von Geist zu Geist kommuniziert werden.“ Der hundertste Affe soll also eine Art paranormalen Lernvorgang ausgelöst haben. Watson schlussfolgerte noch radikaler: „Wenn nur genug von uns etwas für wahr halten, dann wird es für alle wahr.“ Eine Erklärung für das Phänomen sollen die von Rupert Sheldrake beschriebenen morphogenetischen Felder liefern. Darunter versteht er unsichtbare Energiefelder, durch die Lebewesen miteinander verbunden seien und energetische Information transportiert würde.
Watson brauchte weniger als zwei Seiten Text, Keyes genügte eine halbe, um das angebliche Rätsel zu schildern. Damit war der Mythos geboren. Insbesondere durch das in mehr als einer Million Exemplaren vertriebene Buch von Keyes verbreitete sich der Mythos weltweit und wird bis heute als angebliche naturwissenschaftliche Tatsache in der Esoterik- und Selbstverwirklichungsliteratur verwendet.

## Kritik
„Watson hat die von ihm zitierten wissenschaftlichen Aufsätze entweder nicht richtig gelesen oder verzerrt wiedergegeben“, so urteilte der Philosophiedozent und Skeptiker Ron Amundson und nannte diese Mischung aus freier Improvisation von Fakten und Anklängen von Verschwörungstheorie „die klassische pseudowissenschaftliche Vorgehensweise“. Auch Masao Kawai, Leiter der japanischen Verhaltensforscher, die die Affenpopulation mehrere Jahrzehnte lang untersucht hatten, bezeichnete Watsons Darstellungen der Studienergebnisse mehrfach als falsch.
Watson berichtet in seinem Buch selbst, wie er zu seiner Interpretation der Geschichte kam: Da die Wissenschaftler sich bis heute nicht ganz sicher seien, was passiert sei, müsse er sich die Vorgänge „aus persönlichen Anekdoten und (…) kursierenden Geschichten zusammenreimen“ und sei gezwungen, „die Details zu improvisieren“, vor allem weil „diejenigen, die die Wahrheit ahnen, zögern, sie publik zu machen, aus Angst, der Lächerlichkeit anheim zu fallen“. 1986 erkannte er in einer Antwort auf Amundson die naturwissenschaftliche Kritik an seiner Darstellung an, bezeichnete seine These als bloße Metapher und betonte stattdessen ihre soziokulturelle Relevanz als Strategie für sozialen Wandel. Aber auch im sozialwissenschaftlichen Kontext blieb seine These umstritten. Die Psychologin Maureen O’Hara wies auf den Zusammenhang der Verbreitung von „überindividuellen“ Meinungen und totalitären Ideologien hin: Die Ersetzung des eigenen Denkens der Individuen durch ein kollektives Bewusstsein bedeute das Ende des Meinungspluralismus und damit eine Verschiebung der Grundlagen des menschlichen Zusammenlebens. Und für Elaine Myers ist „Der hundertste Affe“ nicht mehr als ein Beispiel für die Propagierung eines Paradigmenwechsels.
Dennoch hegen selbst Kritiker wie Amundson durchaus Sympathie für einige Verbreiter dieses Mythos. Ken Keyes eigentliches Thema ist die atomare Abrüstung, und das Ziel des Hundredth Monkeying Inner Aid Project ist – so allgemein das auch klingen mag – „to bring benefit to all of world society without prejudice or bias“ („Wohltaten zu bringen für alle auf der Welt, ohne Vorurteile“).

## Hintergründe
Bei den Affen, die ein solches Verhalten gezeigt haben sollen, handelt es sich um Japanmakaken, die seit den frühen 1950er Jahren von japanischen Forschern studiert werden. Nachdem die Wissenschaftler begonnen hatten, ihnen Süßkartoffeln zu geben, wurden in der Population Verhaltensänderungen sichtbar. Hatte zunächst ein einzelnes Jungtier begonnen, die schmutzigen Kartoffeln zu waschen, verbreitete sich diese Technik bald unter den anderen Jungtieren, dann allmählich auch unter einigen älteren Affen. Schließlich konnte dieses Verhalten auch in Kolonien außerhalb der Insel beobachtet werden – ein waschender Affe war vermutlich hinübergeschwommen. „Monkey see, monkey do“.
Das war für die Forscher insofern ein erstaunlicher Vorgang, als üblicherweise Jungtiere ihr Verhalten von Älteren lernen und nicht umgekehrt. Für einen „plötzlichen Lernsprung“ gibt es in den Forschungsberichten keinen Beleg. Das für die Mythologen so wichtige Jahr 1958 ist für die Wissenschaftler zwar auch ein Wendepunkt, aber nur als Übergang von der Innovationsphase (vor 1958) zur Phase der Normalität (nach 1958): Die Jungtiere waren mittlerweile erwachsen geworden, und so lernten wieder die Jungtiere ihr Verhalten von den Alten wie vorher. In den Quellen findet sich auch eine Angabe darüber, wie viele Mitglieder der Affenstamm auf Koshima hatte: 1962 waren es 59 Tiere. Es hat also auch zahlenmäßig nie einen „hundertsten Affen“ gegeben.